# The Mayor (película)
The Mayor (Hangul: 특별시민; Hanja: 特別市民; RR: Teukbyeolsimin, lit. "Special Citizen") es una película surcoreana de 2017 escrita y dirigida por Park In-je. Protagonizada por Choi Min-sik, Kwak Do-won, Shim Eun-kyung, Moon So-ri, Ra Mi-ran, Ryu Hye-young, y Ki Hong Lee. La película fue estrenada en Corea del Sur el 26 de abril de 2017 mientras que en EE. UU. y Canadá se estrenó el 28 de abril.

## Premisa
Byeon Jong-gu, el actual alcalde de Seúl, busca un tercer mandato que le pondrá en camino para postularse a la presidencia de la república. Una vez iniciada la campaña electoral, Byeon emplea todas las formas y medios para mantener sus más oscuros secretos ocultos. Las escuchas telefónicas, corrupción y asesinatos—todo estará sobre la mesa y nadie podrá mantenerse a salvo.

## Reparto
- Choi Min-sik como Byeon Jong-gu.
- Kwak Do-won como Shim Hyeok-soo.[5]
- Shim Eun-kyung como Park Kyeong.
- Moon So-ri como Jung Jae-yi.
- Ra Mi-ran como Yang Jin-joo.
- Ryu Hye-young como Im Min-seon.
- Jin Seon-kyu como Gil-soo, chofer.
- Seo Yi-sook como esposa de Byeon Jong-gu.
- Park Byung-eun como staff de Byeon Jong-gu.
- Kim Hong-pa como Kim Nak-hyun.
- Park Hyuk-kwon como Gye Bong-sik.
- Kim Su-an como Yoon-hak.
- Lee Soo-kyung como Byun A-reum.
- Jo Han-chul como asambleísta Kang.
- Kim Hye-eun como moderador de debate en Seúl.
- Park Bo-kyung como la mujer de Gil-soo.
- Jung Jae-sung como el presidente de lacompañía farmacéutica.
- Kim Hak-sun como un cartero.

### Participación especial
- Ki Hong Lee como Steve, hijo de Yang Jin-joo.
- Lee Geung-young como Jeong Chi-in.
- Ma Dong-seok como Sacerdote.

## Premios y nominaciones
| Año  | Premio                 | Categoría               | Candidato    | Resultado |
| ---- | ---------------------- | ----------------------- | ------------ | --------- |
| 2017 | 54th Grand Bell Awards | mejor actor de reparto  | Kwak -Do-won |           |
| 2017 | 54th Grand Bell Awards | mejor actriz de reparto | Moon So-ri   |           |